# Joseph Polossifakis
Joseph Polossifakis (21 agosto 1990) è uno schermidore canadese.

## Palmarès
In carriera ha conseguito i seguenti risultati:
- Giochi Panamericani:

Guadalajara 2011: argento nella sciabola a squadre e bronzo individuale.
Toronto 2015: argento nella sciabola individuale e nella sciabola a squadre.